# Ameerega
Die Gattung Ameerega gehört zur Familie der südamerikanischen Baumsteigerfrösche, die oft auch als Pfeilgiftfrösche bezeichnet werden. Die Gattung wurde 1986 durch L. Bauer aufgestellt. Die Typusart der Gattung Ameerega ist Ameerega trivittata, der Grüne Riesengiftfrosch.

## Merkmale
Die Gattung Ameerega gehört zur Unterfamilie Colostethinae. Für diese ist charakteristisch, dass ihre Rückenhaut nicht glatt und glänzend ist, wie bei den meisten Arten der Unterfamilie Dendrobatinae. Während aber die Rückenhaut bei den anderen Gattungen der Colostethinae unregelmäßig von mehr oder weniger deutlich erhöhten oder konischen kleinen Warzen übersät ist, die im hinteren Bereich des Rückens und an den Schenkeln dicht beieinander liegen und nach vorne hin spärlicher werden oder fehlen, ist die Haut bei den Arten der Gattung Ameerega gleichmäßig von körniger Struktur. Dieses Merkmal unterscheidet die Gattung Ameerega auch von der Gattung Epipedobates, aus der sie nach einer Gesamtrevision der Baumsteigerfrösche im Jahr 2006 ausgegliedert wurde.
Der erste Finger ist länger als der zweite. Der dritte Finger weist bei geschlechtsreifen Männchen eine Schwellung auf. Bei der Balz nimmt das Weibchen vor dem Männchen eine geduckte Haltung ein. Das Männchen umklammert bei der Paarung den Kopf des Weibchens.

## Verbreitung
Die Gattung Ameerega ist bis auf wenige Ausnahmen östlich der Anden beheimatet. Die meisten Arten leben im Tiefland, einige können jedoch bis in Höhen von 1400 m vorkommen. Ameerega andina und Ameerega erythromos kommen auf den pazifischen Abhängen der Anden in mäßiger Höhe vor.
In Brasilien sind die Frösche von den Bundesstaaten Mato Grosso do Sul und Goiás bis in den Norden und den Nordwesten des Amazonasbeckens zu finden. Im Westen Südamerikas kommen sie von Bolivien über Peru und Ecuador bis nach Kolumbien und Venezuela vor. Ameerega maculata aus Panama ist nur von einem Typusexemplar bekannt.

## Arten
Viele Arten wurden 2006 durch Ausgliederung aus der Gattung Epipedobates in die Gattung Ameerega gestellt. In der Folge wurde eine Reihe von Arten neu beschrieben, zwei wurden 2017 in die wiedererrichtete Gattung Paruwrobates gestellt, so dass nun 29 Arten bekannt sind.
Stand: 18. Oktober 2023
- Ameerega altamazonica Twomey & Brown, 2008[4]
- Ameerega bassleri (Melin, 1941) (früher  in Epipedobates)
- Ameerega berohoka Vaz-Silva & Maciel, 2011[5]
- Ameerega bilinguis (Jungfer, 1989) (früher in Epipedobates)
- Ameerega boehmei Lötters, Schmitz, Reichle, Röder & Quennet, 2009[6]
- Ameerega boliviana (Boulenger, 1902) (früher in Epipedobates)
- Ameerega braccata (Steindachner, 1864)
- Ameerega cainarachi (Schulte, 1989) (früher in Epipedobates)
- Ameerega flavopicta (Lutz, 1925) (früher in Epipedobates)
- Ameerega hahneli (Boulenger, 1883) (früher in Epipedobates)
- Ameerega ignipedis Brown & Twomey, 2009[7]
- Ameerega imasmari Brown, Siu-Ting, von May, Twomey, Guillory, Deutsch & Chávez, 2019[8]
- Ameerega ingeri (Cochran & Goin, 1970) (früher in Epipedobates)
- Ameerega macero (Rodriguez & Myers, 1993) (früher in Epipedobates)
- Ameerega munduruku Neves, Silva, Akieda, Cabrera, Koroiva & Santana, 2017[9]
- Ameerega panguana Brown, Siu-Ting, von May, Twomey, Guillory, Deutsch & Chávez, 2019[8]
- Ameerega parvula (Boulenger, 1882)
- Ameerega pepperi Brown & Twomey, 2009[7]
- Ameerega petersi (Silverstone, 1976) (früher in Epipedobates)
- Ameerega picta (Tschudi, 1838) (früher in Epipedobates)
- Ameerega planipaleae (Morales & Velazco, 1998) (früher in Epipedobates)
- Ameerega pongoensis (Schulte, 1999) (früher in Epipedobates)
- Ameerega pulchripecta (Silverstone, 1976) (früher in Epipedobates)
- Ameerega rubriventris (Lötters, Debold, Henle, Glaw & Kneller, 1997)
- Ameerega shihuemoy Serrano-Rojas, Whitworth, Villacampa-Ortega, von May, Gutiérrez, Padial & Chaparro, 2017[10]
- Ameerega silverstonei (Myers & Daly, 1979) (früher in Epipedobates)
- Ameerega simulans (Myers, Rodriguez & Icochea, 1998)
- Ameerega trivittata (Spix, 1824) (früher in Epipedobates) – Grüner Riesengiftfrosch
- Ameerega yoshina Brown & Twomey, 2009[7]

### Taxonomische Änderungen
- Ameerega andina und Ameerega erythromos wurden 2017 als Paruwrobates andinus (Myers and Burrowes, 1987) bzw. Paruwrobates erythromos (Vigle & Miyata, 1980) in die wiedererrichtete Gattung Paruwrobates gestellt.[11]
- Ameerega maculata (W. Peters, 1873) steht heute in der Gattung Epipedobates als Epipedobates maculatus.
- Ameerega labialis (Cope, 1874) kann innerhalb der Dendrobatoidea nicht eindeutig zugeordnet werden.
- Ameerega peruviridis (Bauer, 1986) wurde mit Ameerega trivittata synonymisiert.
- Ameerega smaragdina (Silverstone, 1976) (früher in Epipedobates) wurde zu Ameerega petersi gestellt.
- Ameerega yungicola (Lötters, Schmitz & Reichle, 2005) wurde zu Ameerega picta gestellt.